# 6324 Kejonuma
6324 Kejonuma (tên chỉ định: 1991 DN1) là một tiểu hành tinh vành đai chính. Nó được phát hiện bởi Shigeru Inoda và Takeshi Urata ở Karasuyama, Tochigi, Nhật Bản, ngày 23 tháng 2 năm 1991. Nó được đặt theo tên Kejo-numa.